# Gustaf Fredrik Gyllenborg
Hrabia Gustaf Fredrik Gyllenborg (ur. 6 grudnia 1731 w Strömsbro, zm. 30 marca 1808 w Sztokholmie) – był szwedzkim poetą.

## Życiorys
Był jednym z czołowych przedstawicieli Oświecenia w Szwecji. Był związany z grupą literacką Tankebyggarorden [Zakon budowniczych myśli). Tworzył satyry i wiersze refleksyjne, formalnie nawiązujące do tradycji francuskiego klasycyzmu, podejmował problemy etyczne okresu laicyzacji. W dziele Vinterqväde (Pieśń zimowa, 1757) powiązał obraz surowej natury Północy z kultem natury, nasycając utwór atmosferą dawnego gockiego patriotyzmu. Stoicka postawa, którą ujawnił m.in. w dziele Verlds-föraktaren (Gardzący światem) z 1762, i przekonanie o ważnej roli filozofów w społeczeństwie, zyskały dodatkowy pesymistyczny akcent w poemacie Menniskjans elände (Nędza człowiecza, 1762). W 1786, gdy została utworzona Akademia Szwedzka, został mianowany przez króla Gustawa III jednym z 13 jej członków.